# Brice Prairie
Brice Prairie és una concentració de població designada pel cens dels Estats Units a l'estat de Wisconsin. Segons el cens del 2000 tenia 1.804 habitants.

## Demografia
Segons el cens del 2000, Brice Prairie tenia 1.804 habitants, 654 habitatges, i 516 famílies. La densitat de població era de 153,8 habitants per km².
Dels 654 habitatges en un 41,1% hi vivien nens de menys de 18 anys, en un 68,8% hi vivien parelles casades, en un 5,8% dones solteres, i en un 21,1% no eren unitats familiars. En el 15,9% dels habitatges hi vivien persones soles el 5% de les quals corresponia a persones de 65 anys o més que vivien soles. El nombre mitjà de persones vivint en cada habitatge era de 2,76 i el nombre mitjà de persones que vivien en cada família era de 3,08.
Per edats la població es repartia de la següent manera: un 29,2% tenia menys de 18 anys, un 6,3% entre 18 i 24, un 34,6% entre 25 i 44, un 23,6% de 45 a 60 i un 6,3% 65 anys o més.
L'edat mediana era de 35 anys. Per cada 100 dones de 18 o més anys hi havia 102,5 homes.
La renda mediana per habitatge era de 49.303 $ i la renda mediana per família de 49.952 $. Els homes tenien una renda mediana de 31.766 $ mentre que les dones 23.472 $. La renda per capita de la població era de 19.295 $. Aproximadament el 2,7% de les famílies i el 3,8% de la població estaven per davall del llindar de pobresa.

## Poblacions més properes
El següent diagrama mostra les poblacions més properes.